# المتحف الغارق (الإسكندرية)
المتحف الغارق أحد أبرز المعالم الأثرية بمدينة الإسكندرية في مصر، فقد غمرت مياه البحر الأبيض المتوسط المدينة الفرعونية والإغريقية فصارت في قاع الميناء الشرقي، وينزل إليها الغطاسون لمشاهدة الآثار الغارقة، كما خطط لبناء مسارات ذات جدران شفافة كي يشاهد السياح تلك الآثار بسهولة.

## معرض الصور

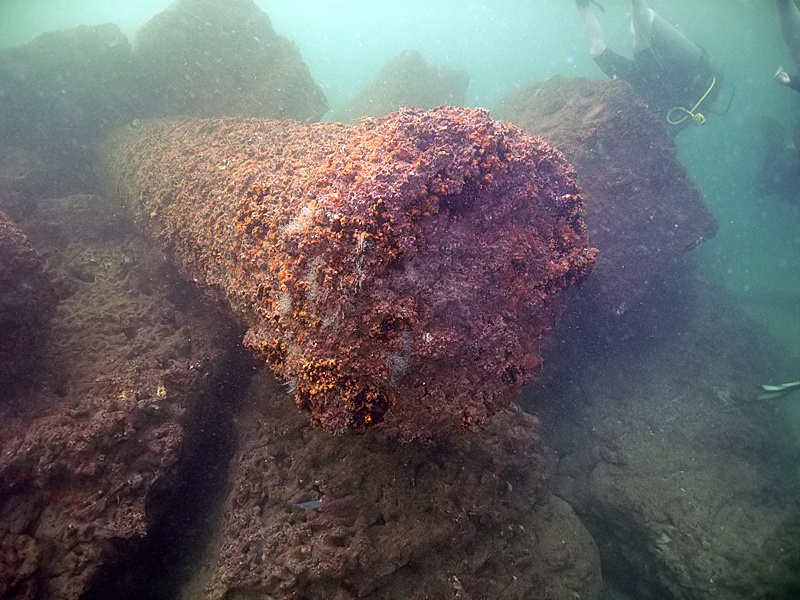
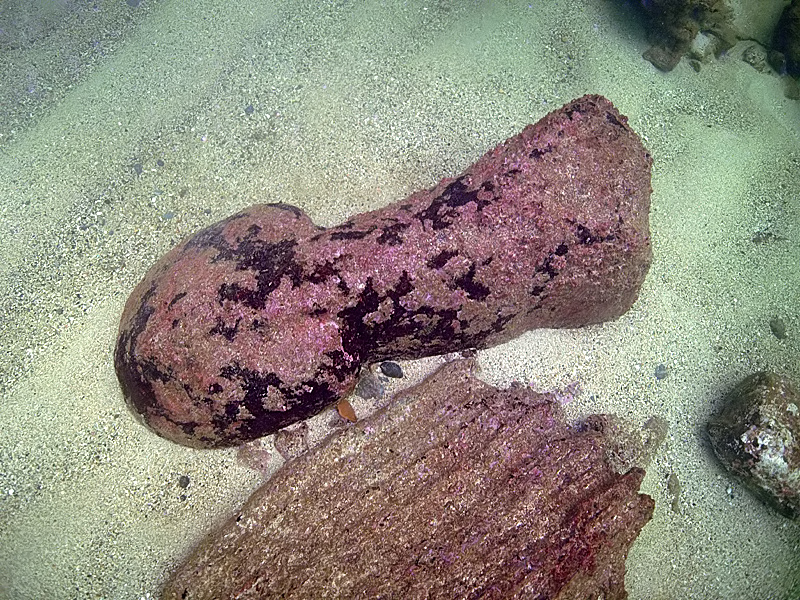
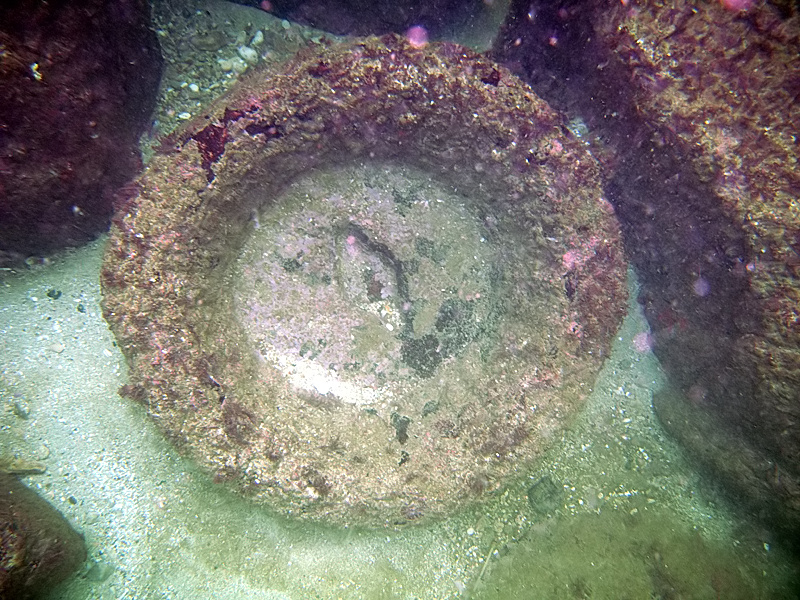
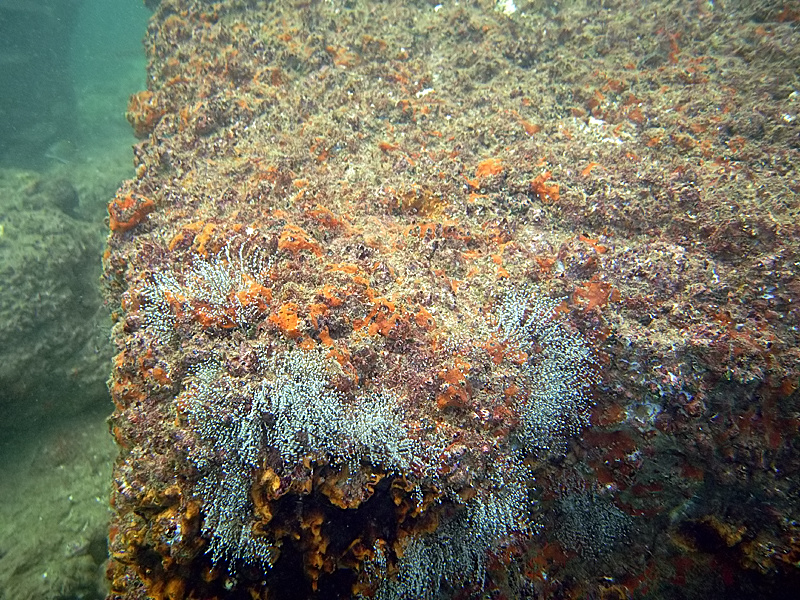
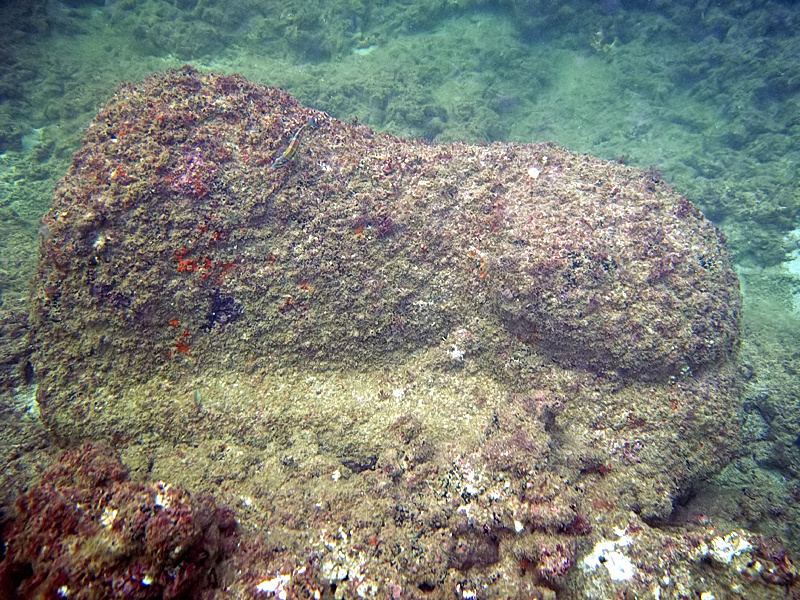